# Ageneiosus inermis
Ageneiosus inermis és una espècie de peix de la família dels auqueniptèrids i de l'ordre dels siluriformes.

## Morfologia
- Els mascles poden assolir els 59 cm de llargària total i els 2.500 g de pes.
- Presenta dimorfisme sexual.
- Nombre de vèrtebres: 46 - 51.[2][3][4]

## Reproducció
La fecundació és interna i la femella és capaç de mantenir els espermatozous del mascle protegits en l'epiteli del seu tracte genital.

## Alimentació
Es nodreix de peixos i crustacis.

## Hàbitat
Viu en indrets de clima tropical entre els 22 i 24 °C de temperatura i prefereix els rius on el corrent no és gaire fort.

## Distribució geogràfica
Es troba a Sud-amèrica.

## Costums
És d'hàbits nocturns.

## Valor gastronòmic
La seua carn és molt apreciada pel seu bon sabor.